# Мэнн, Шелли
Шелли Мэнн (англ. Shelly Manne), урождённый Шелдон Мэнн  — американский джазовый музыкант, барабанщик, композитор, бэнд-лидер. Творчество музыканта наиболее часто ассоциируется с джазом Западного побережья, и Шелли Мэнн рассматривается как один из отцов-основателей этого направления. При этом Шелли Мэнн был весьма разносторонним и универсальным музыкантом и играл также в свинге, бибопе, авангардном джазе, фьюжне, включая эксперименты, соединяющие джаз и классическую музыку, работал в диксилендах. На его счету также озвучивание сотен фильмов и телевизионных передач.

## Биография
Шелли Мэнн родился в семье известного барабанщика того времени Макса Мэнна; его дядя также играл на ударных. Благодаря этому Шелли Мэнн с детства имел возможность слушать звёзд того времени, барабанщиков Джо Джонса и Дэйва Точа. Однако сначала Шелли Мэнн приступил к освоению саксофона. В 1938 году коллега его отца Билли Глэдстон прямо в помещении Radio City Music Hall усадил Шелли за ударную установку, показал, как настроить барабаны, вручил палочки, поставил пластинку Каунта Бэйси Topsy и вышел из комнаты, сказав «Играй!» Шелли Мэн быстро развил свой собственный стиль, отточив его в клубах на 52-й улице, а также во время работы на трансатлантических лайнерах. Постепенно молодой барабанщик становился известным и записался с такими звёздами, как Коулмен Хоукинс, Чарли Шеверс, Дон Бьяс; часто выступал в составе комбо Джо Марсала.
В 40-е годы быстрыми темпами начал развиваться бибоп, и Шелли Мэнн сумел быстро адаптироваться к новому стилю, выступал с таким восходящими звёздами, как Флип Филипс, Чарли Вентура, Ленни Тристано, Ли Кониц. В 1942 году поступил на службу в Береговую охрану США, в 1943 году женился на Флоренс Баттерфилд, и брак с ней продлился 41 год, до смерти Шелли Мэнна.
В 1945 году, по окончании войны, демобилизовался и присоединился на некоторое время к оркестру Стэна Кентона. Мэнн стал постоянно работать с секстетом Чарли Вентуры, а с 1949 года с оркестром Вуди Германа. Музыкант получил первую профессиональную работу в 1949 году, записавшись с оркестром Бобби Бирна.
В 1951 году музыкант вернулся в оркестр Стэна Кентона. 

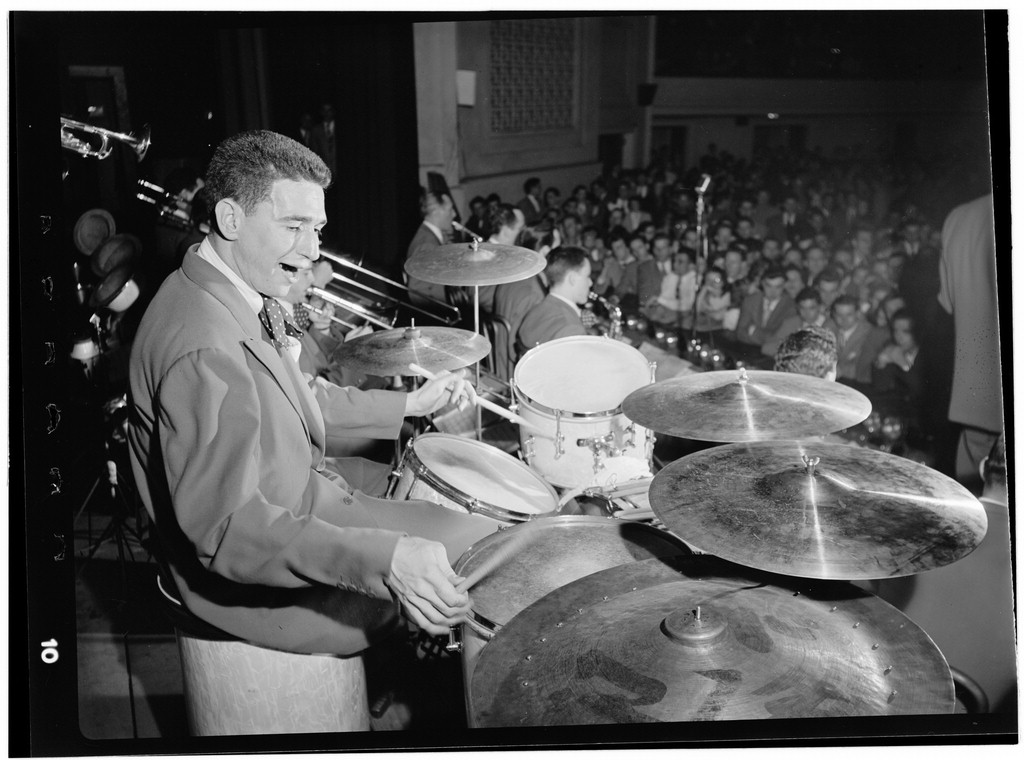
Шелли Мэнн за ударной установкой в 1940-х годах

Возможно, переломным моментом в судьбе музыканта стал его переезд в 1952 году с Восточного побережья на Западное, в Южную Калифорнию. По словам Шелли Мэнна, он переехал потому, что уже не мог смотреть на засилье наркотиков на нью-йоркской сцене. Но переезд, в частности, был связан ещё и с тем, что семья Мэнна подыскивала место для содержания лошадей, поклонниками которых являлись музыкант и его жена (Шелли Мэнн известен не только как музыкант, но как владелец рысаков, неоднократно награждённых многочисленными наградами).
Переезд в Калифорнию дал возможность музыканту экспериментировать с различными коллективами. Он выступал с Шорти Роджерсом, Хэмптоном Хьюесом, Редом Митчеллом, Артом Пеппером, Сонни Роллинзом, Фрэнком Розалино, Четом Бейкером, Питом Джолли, Ховардом МакГи, Бобом Гордоном, Конте Кондоли, Сонни Криссом и многими другими. Также он играл в собственных коллективах. Один из них — с трубачом Стью Уильямсоном, альт-саксофонистом Чарли Мариано, пианистом Рассом Фриманом и басистом Лероем Виннегаром. Записи того времени в подавляющем большинстве выпущены Contemporary Records, с которой музыкант был связан эксклюзивным контрактом.
В 1950-е годы Мэнн рассматривался как один из основателей такого направления, как джаз Западного побережья, который с одной стороны часто был весьма авангардным, а с другой стороны критиковался за лёгкий стиль, предназначенный для массового потребления.
В 1956 году Мэнн записал вместе с пианистом Андре Превином и басистом Лероем Виннегаром альбом обработанной музыки из бродвейских шоу с версией My Fair Lady. Эта запись стала самым продаваемым джазовым альбомом года. Яркой работой барабанщика стала также живая запись 1959 года с коллективом в составе трубача Джо Гордона, саксофониста Ричи Камука, басиста Монти Бадвига и пианиста Виктора Фельдмана. Запись была выпущена на четырёх пластинках и впоследствии перевыпущена на компакт-диске как пример новаторской живой джазовой записи.
С начала 1960 годов популярность джаза начала падать. С 1960 года Шелли Мэнн в основном сконцентрировался на работе в джазовом клубе, где он был совладельцем и в котором он играл как с собственным коллективом Shelly Manne and His Men , так и практически со всеми звёздами джаза того времени. В его клубе выступали, например, Бен Уэбстер, Билл Эванс, Джон Колтрэйн, Телониус Монк, Мишель Легран, Милт Джексон, Монти Александер, Майлз Дэвис. Последним выступившим на сцене клуба был в 1973 году Стэн Гетц. В том же году Мэнн продал клуб в связи с финансовыми сложностями.
С 1973 года музыкант сконцентрировался на записях и выступлениях, выступая как сайд-мен с различными исполнителями, как звёздными, так и малоизвестными. В 1974 году стал работать в коллективе The L.A. Four вместе с гитаристом Лауриндо Альмейда, флейтистом Бадом Шенком и легендой мирового джаза контрабасистом Рэем Брауном. Он записал в этом коллективе четыре альбома. В 1980-х барабанщик записывался с такими исполнителями, как трубач Гарри Эдисон, саксофонист Зут Симс, гитаристы Джо Пасс и Херб Эллис, пианист Джон Льюис.
Кроме собственно джазовой карьеры Шелли Мэнн аккомпанировал в ходе записи альбомов и выступлений множеству певцов и певиц, как джазовых, так и нет. В его послужном списке находятся Элла Фитцджеральд, Мел Торме, Пегги Ли, Фрэнк Синатра (его он ещё и учил играть на барабанах перед съёмками фильма Человек с золотой рукой, хотя саундтрек записывал сам), Сара Вон, Лина Хорн, Тереза Брюэр, Леонтина Прайс, Том Уэйтс, Барри Манилоу.
Шелли Мэнн менее известен широкой публике как автор множества партий ударных в саундтреках к фильмам, где он не только играл на барабанах, но и создавал шумовые эффекты. Впервые он озвучил (и снялся в небольшой роли) фильм 1942 года Seven Days Leave. В 1950-е интерес к джазовому бэкграунду в фильмах возрос, и в 1953 году он озвучил фильм Дикарь. Работу барабанщика и перкуссиониста можно услышать в таких фильмах, как Человек с золотой рукой (1955), Я хочу жить! (1958), Завтрак у Тиффани (1961) и многих других, а также в телесериалах и даже мультфильмах.
Как перкуссионист он работал с такими большими композиторами, как Элмер Бернстайн, Джерри Голдсмит, Генри Манчини и Джон Уильямс.
Помимо игры в своих коллективах и гастролей, записей в качестве сайдмена, записей с популярными исполнителями, записей саундтреков, ведения бизнеса в клубе, Шелли Мэнн читал лекции в местных колледжах, проводил семинары и преподавал, «как будто он не был достаточно занят». Но несмотря на высокую востребованность в областях, не связанных с джазом, Шелли Мэнн всегда отменял записи для фильмов или иную работу, если у него появлялась возможность играть джаз.
Шелли Мэнн скоропостижно умер от инфаркта миокарда 26 сентября 1984 года, через две недели после того, как муниципальный совет Лос-Анджелеса объявил 9 сентября 1984 года днём Шелли Мэнна.
Посмертно музыкант был введён в Зал славы джаза. Его вдова сказала: «Он был бы поражён, как много людей помнят его, и был бы очень польщён этой наградой. Совсем незадолго до смерти он заметил, что было столько молодых львов, играющих на барабанах, и он не думает, что кто-то знает, кто он такой» .
Шелли Мэнн — трижды номинант премии Грэмми.
По словам музыканта:
Будучи барабанщиком, вы можете творить, но не доминировать, и в основном вы просто должны сидеть сзади и играть ритм так, чтобы трубачи могли получать от вас движущую силу. Это намного более сложно — лидировать за барабанами, чем просто на них играть, но я не сдавался. Это то, что я должен делать, потому что когда вы в группе и она по-настоящему свингует... у меня нет другого, что бы мне так нравилось.   
Оригинальный текст (англ.)“Being a drummer, you can create but not dominate—and mostly you just have to sit back there and play time so that the horn players can get their propelling force from you. It’s much more difficult leading from behind the drums than just drumming, but it’s something I wouldn’t give up. It’s something I have to do because when you’re got a group and they’re really swinging.... there’s no other experience quite like it.”

## Стиль
Шелли играл музыку - не барабанил. Он был новатором на барабанах и ввёл много авангардных инструментов в запись, таких как вотерфон или насыпать рис на мембрану барабана. Он был оживлённым, смешным, самым чудесным человеком.  
Оригинальный текст (англ.)Shelly played music - not drums. He was an innovator on the skins and introduced many avant-garde instruments or sounds, such as the waterphone or putting rice on a drumhead, into the recording studios. He was the liveliest, funniest, most wonderful person to be around
Даже в начале своей карьеры Мэнна отмечали за его музыкальность и расцвеченный звук, которого он достигал, используя палки, щётки, молотки, собственные руки…всё, что требовалось, чтобы получить звук, который он хотел
Оригинальный текст (англ.)Even early in his career, Manne was noted for his musicality and the tonal colors he achieved in his drumming by using sticks, brushes, mallets, his hands... whatever it took to get the sound he wanted.
Харуки Мураками написал эссе о музыканте в Джазовых портретах: «Аккомпанируя на ударных, лидер Шелли Мэнн то и дело подливает масла в огонь, подбадривая тем самым остальных. Возможно, кому-то игра Шелли Мэнна покажется „постной“ по сравнению с массивным саундом черных бэндов Восточного побережья. Здесь не следует путать разные вещи. Скажем так: если вас не трогает такая музыка, лучше тогда вообще не слушать джаз».

## Избранная дискография

### Как лидер
- Shelly Manne Septet, Here's That Manne (1951–52, 10", Dee Gee)
- Shelly Manne & His Men (1953, 10", Contemporary)
- Shelly Manne & His Men, Vol. 2 (1953–54, 10", Contemporary)
- Shelly Manne, "The Three" & "The Two" (1954, Contemporary, сборник ранее выпущенных EP)
- Shelly Manne & Russ Freeman (1955, 10", Contemporary)
- Shelly Manne & His Men, Vol. 1: The West Coast Sound (1953–55, Contemporary; сборник ранее выпущенных 10" EP)
- Shelly Manne & His Men, Vol. 4: Swinging Sounds (1956, Contemporary)
- Shelly Manne & His Men, Vol. 5: More Swinging Sounds (1956, Contemporary)
- Shelly Manne & His Friends Vol. 1 (1956, Contemporary)
- Shelly Manne & His Friends, (Modern Jazz Performances of Songs from) «My Fair Lady» (1956, Contemporary)
- Shelly Manne & His Friends, (Modern Jazz Performances of Songs from) «Li’l Abner» (1957, Contemporary)
- Shelly Manne & His Friends, André Previn & Red Mitchell, Bells Are Ringing (1958, Contemporary)
- Shelly Manne & His Men, Vol. 6: «Concerto for Clarinet & Combo» by Bill Smith … (1955 & 1957, Contemporary)
- Shelly Manne & His Men, Vol. 7: The Gambit (1958, Contemporary)
- Shelly Manne & His Men at the Black Hawk, Vol. 1–5 (1959, Contemporary)
- Shelly Manne & His Men Play «Peter Gunn» (1959, Contemporary)
- Shelly Manne & His Men Play More Music from «Peter Gunn»: Son of Gunn!! (1959, Contemporary)
- Shelly Manne & His Men - The Proper Time O.S.T. (1960, Contemporary)
- Shelly Manne & His Men at The Manne-Hole (1961, Contemporary)
- Shelly Manne, 2-3-4 (1962, Impulse! Records), с Коулменом Хоукинсом
- Shelly Manne, My Son the Jazz Drummer (1962, Contemporary)
- The Shelly Manne Quintet and Big Band, Manne–That's Gershwin! (1965, Capitol)
- Shelly Manne & His Men at Shelly's Manne-Hole – Boss Sounds! (1966, Atlantic)
- Shelly Manne & His Men, Jazz Gunn (1967, Atlantic)
- Shelly Manne, Perk Up (1967; выпущен в 1977, Concord)
- Shelly Manne, Daktari (1967, Contemporary)
- Shelly Manne, Double Piano Jazz Quartet in Concert at Carmelo's (1980, Trend)
- Shelly Manne & His Hollywood All Stars, Hollywood Jam (1981, Atlas)
- Russ Freeman & Shelly Manne, One on One (1982, Atlas)
- The Shelly Manne Trio in Zurich (1984, Contemporary)

### Как сайдмэн
- Арт Пеппер и Шорти Роджерс, Popo (1951, Xanadu Records)
- Сонни Роллинз, Way Out West (1957, Contemporary)
- Бенни Картер, Jazz Giant (1957, 1958, Contemporary)
- Ховард МакГи, Maggie's Back in Town (1961, Contemporary)
- Билл Эванс, Empathy и A Simple Matter of Conviction (2 LP 1962 и 1966 Verve);
- Элла Фитцджеральд, Whisper Not (1967, Verve)
- Сонни Крисс, I'll Catch the Sun! (1969, Prestige)
- Джон Клеммер, Constant Throb (1971, Impulse!)
- Арт Пеппер, Living Legend (1975, Contemporary)
- The Three, The Three с Джо Сэмплем и Рэем Брауном (1975, East Wind Records)
- Brass Fever, Brass Fever (1975, ABC Records)
- Арт Фармер, On the Road (1976, Contemporary)
- Хэнк Джонс, Just for Fun (1977, Galaxy Records)
- Ицхак Перлман, Андре Превин, Джим Холл и Ред Митчелл, A Different Kind of Blues (1980, Angel)
- Джон Льюис, Kansas City Breaks (1982, Finesse)
- Квинтет Билла Мейса, Tha's Delights (1983, Trend)

С Четом Бейкером
- Grey December (Pacific Jazz, 1953)
- Witch Doctor (Contemporary, 1953)
- West Coast Live (1954)
- Pretty/Groovy (World Pacific, 1953-54)
- The Trumpet Artistry of Chet Baker (Prestige, 1953-54)
- Chet Baker & Strings (Columbia, 1954)
- Quartet: Russ Freeman/Chet Baker (Pacific Jazz, 1956)

С Тедди Чарльзом
- Collaboration West (Prestige, 1953)
- Evolution (Prestige 1953)

С Мэйнардом Фергюсоном
- Maynard Ferguson's Hollywood Party (1954, EmArcy)
- Dimensions (1955, EmArcy)
- Maynard Ferguson Octet (1955, EmArcy)

С Диззи Гиллеспи
- The Complete RCA Victor Recordings (Bluebird, 1937-1949)

С Лало Шифрином
- Gone with the Wave (1964, Colpix)
- Music from Mission: Impossible (1967, Dot)
- There's a Whole Lalo Schifrin Goin' On (1968, Dot)

С Томом Уэйтсом
- Small Change (1976, Asylum Records)
- Foreign Affairs (1977, Asylum Records)
- One from the Heart (1982, CBS Records)